# コミュニケーション学
コミュニケーション学（コミュニケーションがく、英語: Communication studies）は、コミュニケーションの過程を扱う学問分野である。

## 概要
コミュニケーションは「時空間の隔離を超えてシンボルを共有する行為」と定義され、学問としてのコミュニケーション学は、情報を受け手がどう解釈するのかといった点や、文脈の中で発話や言語がもつ政治的、文化的、経済的、社会的側面に、しばしば関心を寄せる。このためコミュニケーション学は、対人関係、対面の会話から、演説、さらにはテレビ放送のようなマスメディアまで、幅広い主題や文脈にまたがるものとなる。
コミュニケーションは、しばしば現代社会の基本理念であるとされ、コミュニケーションのない現代生活は想像することが難しい。しかし、英語圏において社会思想の主題としてコミュニケーションが取り上げられるようになったのは、20世紀初頭になってからであり、コミュニケーションは比較的新しい、まだ解決していない問題領域である。
「伝達モデル」 と 「儀式モデル」
現在、コミュニケーション活動の概念化について、多くの研究者たち(例えば、 Packer and Robertson, 2006)が論じている内容は、以下、二つのモデルの中間のどこかにあるか、その両者を踏まえてその先へ論及するものである。
伝達モデルとは、「コミュニケーションはメッセージが送られ、伝達され、フィルターにかけられて、受け取られる過程」とする見方である。その核心において、伝達モデルは、1948年のクロード・シャノンの論文「a Mathematical Theory of Communication (通信の数学的理論)」に触発された情報理論と密接につながっている。
儀式モデルとは、「コミュニケーションは、意味のある人間関係やコミュニティを形成する、中心的な日常的な儀式に関わるもの」とする見方。ジェイムズ・W・ケアリーが提唱した。伝達が、(空間を超え、一つの時間の中での)輸送としてコミュニケーションのモデルを提案するのに対して、儀式モデルは、(時間を超え、一つの空間の中での)反復されたメディア・イベントの中で意味が構成されることを提案している。例えば、新聞は、読者にテキストを通してメッセージを伝達するだけでなく、毎朝配達され、いつも見慣れた紙面構成を取ることによって、繰り返し意味のあるイベントを提示し、読者に念を押し、確認させるものなのである。
歴史・発祥
アメリカ合衆国において、コミュニケーションに関する大学院レベルのプログラムの多くは、スピーチと古代の修辞学にまでその歴史を遡らせている。
コミュニケーションの様々な側面は、昔から人文系の学問の主題となっていた。古代ギリシアやローマでは、雄弁と説得の技術としての修辞学が、学生にとって重要な課題であった。長く続いた重要な議論には、基本原理を学べば誰でも効果的な話者となることができるのか(ソフィスト)、あるいは、優れた修辞は演説者の個性の優秀性に由来するのか(ソクラテス、プラトン、キケロ)、といったものがあった。ヨーロッパ中世からルネサンス期を通して、文法学、修辞学、論理学からなる三学（トリウィウム）は、ヨーロッパにおける古典的な学習体系の基礎となっていた。

## 研究対象・方法
名称・制度化
この分野は、大学によって、あるいは国によって、数多くの異なる名称で制度化されてきており、「コミュニケーション (communications)」、「コミュニケーション学 (communication studies)」、「スピーチ・コミュニケーション (speech communication)」、「修辞学 (rhetorical studies)」、「コミュニケーション科学 (communications science)」、「メディア研究 (media studies)」、「コミュニケーション・アート (communication arts)」、「マス・コミュニケーション (mass communication)」、「メディア生態学 (media ecology)」などと様々な名称で呼ばれている。さらに、時として「メディオロジー」と称されることもあるが、通常これはまた別の学問領域のことである。コミュニケーション学は、ジャーナリズム、映画、ラジオ・テレビ、広告・広報、パフォーマンスなどの学術的プログラムとも、しばしば重なりあう部分がある。近年では、多くの教育研究組織が、このとてつもなく深く、広い分野を包括的にとらえるため、「コミュニケーション学」という共通の用語を用いるようになっている。
コミュニケーション専攻出身者は、幅広い分野に進出しており、大学教員、マーケティング専門家、メディアの編集者やデザイナー、スピーチ・セラピスト、ジャーナリスト、人事管理者、企業内トレーナー、広報(パブリック・リレーションズ)実務家、メディアの経営者やコンサルタントなどとして、メディアの制作現場、ライフ・コーチング、演説、組織、政治的キャンペーン/問題管理、公共政策など、多様な分野において活躍している。
下位分野
アメリカ合衆国では、全米コミュニケーション学会(the National Communication Association: NCA) が、広義のコミュニケーション学の下に、はっきりと分かれながら、しばしば重なり合いもする9つの下位区分の存在を認めている。すなわち、コミュニケーションと技術、批判-文化、健康、異文化-国際、個人間-小集団、マス・コミュニケーション、組織、政治、修辞学である。
一方、国際コミュニケーション学会(International Communication Association: ICA)は、より多くの区分をリストに挙げており、その数は増え続けている。リストに挙げられた区分の中には、コミュニケーション史、コミュニケーション法・政策、コミュニケーションにおける民族と人種、フェミニズム研究、LGBT研究、グローバル・コミュニケーションと社会変革、情報システム、指導/開発コミュニケーション、ジャーナリズム研究、言語と社会的相互作用、組織コミュニケーション、コミュニケーションの哲学、政治的コミュニケーション、ポピュラー・コミュニケーション、パブリック・リレーションズ、視覚コミュニケーション研究、などが含まれている。
関連領域・学際性
コミュニケーション学は莫大な幅の広さと学際的な性格をもっており、この学問を教育体制の中でどう位置づけるべきかが、学生たちにとっても組織にとっても、難しい判断であると理解できる。知的な体系性が希薄であるにもかかわらず、この分野は多数の学生を集め続けており、学術誌や学会も盛んであり、学界では研究者、教育者、立法者、ビジネス実務家、改革者などが関わって活発な議論が展開されている。
コミュニケーション学は、しばしば社会科学と人文諸学の両方の一部であると見なされており、社会学、心理学、人類学、政治学、経済学などとともに、修辞学、文学、言語学、記号論などの分野から、多くの要素が導入されている。さらに、コミュニケーション学は、工学、建築、数学、コンピュータ科学、ジェンダー＝セクシュアリティ研究など、他の学問分野の業績も組み入れ、重なり合うことがある。
扱うテーマ
生活の中の多くの分野において、コミュニケーションは広く、また、重要な形で関わっているため、コミュニケーション学はどこにでも関わってくることになり、何がコミュニケーションを構成し何がそうではないのかをめぐる混乱を、結果としてもたらしている。コミュニケーション学が、確立した学問といえるのか、分野なのか、単なる主題に過ぎないのか、をめぐる議論は盛んに続けられている。
コミュニケーションそのものに関する近年の研究は、ビジネス、組織開発、哲学、言語学、作文、演劇、ディベイト(しばしば「forenics」＝法廷弁論の技術、の意＝と称される)、文芸批評、社会学、歴史、人類学、記号論、国際政策、経済学、政治学などと隣接し、重なり合っている。
コミュニケーション、コミュニケーション・アート、コミュニケーション科学といったプログラムには、組織的コミュニケーション、個人間コミュニケーション、スピーチ・コミュニケーション(ないし修辞学)、マス・コミュニケーションなどがしばしば組み込まれており、ジャーナリズム、映画評論、演劇、政治学(政治的なキャンペーンの戦略、演説(パブリック・スピーチ)、選挙へのメディアの影響など)、あるいは、ラジオ・テレビ・映画製作などが含まれている場合もある。

## 北米における歴史

### 1900年代 – 1920年代
コミュニケーション学は古代やそれ以前にまで遡り得るものではあるが、今日のアメリカ合衆国でこの学問が確立されるようになる上では、20世紀はじめのチャールズ・クーリー、ウォルター・リップマン、ジョン・デューイによる業績が、特に重要であった。
クーリーは、1909年の著書『社会組織論: 拡大する意識の研究 (Social Organization: a Study of the Larger Mind)』において、コミュニケーションを「それを通して人間関係が存在し発展する機構 - 頭に浮かぶあらゆる象徴と、それを空間を超えて輸送し、時を超えて保存する手段」と定義した。この見方は、その後、社会学ではほとんど顧みられなくなっていったが、社会関係の研究において、コミュニケーションの過程に中心的な構成要素としての位置を与えることになった。
ウォルター・リップマンは、1922年に刊行された『世論』において、このコミュニケーションの構成要素としての重要性と併せて、新しい技術とマス・コミュニケーション組織の興隆によって合意の創出が可能になり、彼の言う「外部世界と頭の中の絵柄」(現実環境と擬似環境)の間に、古典的な民主主義の実現を不可能にするほどのスケールで、不一致を生じさせる、という恐るべき見通しを述べた。
ジョン・デューイは、1927年の『現代政治の基礎 - 公衆とその諸問題』において、コミュニケーションについて同様の見方を示しながらも、楽観的に、進歩的・民主的改革の論題を結びつけ、「コミュニケーションは、それだけで偉大なコミュニティを創造できる」と述べた。
クーリー、リップマン、デューイは、社会生活におけるコミュニケーションの中心的な重要性、急速な社会変革の最中の社会における巨大で潜在的に強い力を持ったメディア組織と新しいコミュニケーション・テクノロジーの興隆、コミュニケーションと民主主義やコミュニティとの関係、といったテーマを既に捉えていた。こうしたテーマは現在でもコミュニケーション学にとって中心的な課題である。こうした関心は、ガブリエル・タルドやテオドール・アドルノのような論者の業績でも取り上げられ、他の地域におけるコミュニケーション学の展開においても中心的なテーマとなった。
20世紀はじめには、以上のような流れと並行して、社会科学よりも人文諸学から多くを引く継いだ文化批評の流れが発展した。W・E・B・デュボイスは、社会学出身であったが、その業績は芸術や精神に関するものが顕著であった。
アメリカの演説についての研究が始まったのも、この時代である。ハーバート・A・ウィチェルンズ(Herbert A. Wichelns)は、1925年に「The Literary Criticism of Oratory (演説についての文学批評)」という論文を著書『Studies in Rhetoric and Public Speaking in Honor of James Albert Winans』に収めた。ウィチェルンズの論文は、「学問的関心や調査の対象領域として、修辞学を文学研究と対等にする」試みであった。ウィチェルンズは、演説は文学同様に真剣に受け止められるべきものであり、批評と分析の対象とされるべきであると記した。今日、この論文は修辞学的批評の学科目において標準的に読まれる文献となっているが、発表直後(1925年 - 1935年)には修辞学の分野からほとんど反響は得られなかった。

### 1930年代 – 1950年代
アメリカ合衆国の高等教育や研究において、コミュニケーション学の制度化が始まったのは、コロンビア大学、シカゴ大学、イリノイ大学アーバナ・シャンペーン校など、初期のパイオニアであり、制度化を推進したポール・ラザースフェルド、ハロルド・ラスウェル、ウィルバー・シュラムといった人々が所属していた大学においてであった、としばしば論じられている。
1944年には、ラザースフェルドによって、コロンビア大学に応用社会調査室が創設された。もともとラザースフェルドは、ロックフェラー財団の資金提供を受けて1937年から始めた「ラジオ・プロジェクト」をいくつかの大学などで指導しており、1939年からはコロンビア大学にその事務局を置いていたが、それを継承したのがこの新しい部局であった。「ラジオ・プロジェクト」には、ラザースフェルド自身の他にも、アドルノや、ハドレー・キャントリル、ゴードン・オールポート、後にCBSの社長となるフランク・スタントンらが様々な形で関わっていた。ラザースフェルドと応用社会調査室は相当な量の研究成果を生み出し、様々な共著者たちを得て、書籍のシリーズを刊行し、コミュニケーション学の定義付けを助ける論集を編纂した。その編著の中には、1955年の『パーソナル・インフルエンス』のように、いわゆる「メディア効果論」の伝統の中で現在でも古典となっているものもある。コロンビア大学では、伝統的にコミュニケーション学が社会学と緊密に結びついており、ロバート・キング・マートンなど、社会学プログラムからも応用社会調査室に関わりを持つ者が時折いた。コロンビア大学が、学位を授与する大学院プログラムとしてコミュニケーション専攻を設けたのは、ずっと後の1990年代になってからであるが、このことはコミュニケーションについての数多くの重要な調査が、コミュニケーション学という名称を負った学問の外において実施され続けて来たことを示している。また、この調査室や、ラザースフェルドの調査一般については、時として存在してきたコミュニケーション学とメディア産業との緊密な関係の事例であると見ることもできる。
1940年代以降、シカゴ大学は、いくつかの一時的ながら重要なコミュニケーションに関する委員会の類の拠点となり、そうしたプログラムは何人もの指導的なコミュニケーション学研究者を育てることになった。コロンビア大学における状況とは対照的に、こうしたプログラムははっきりと「コミュニケーション」という名を冠していた。やはりロックフェラー財団から資金を提供されていたコミュニケーションと世論に関する委員会は、ラスウェルに加え、ダグラス・ウェイプルズ、サミュエル・スタウファ、ルイス・ワース、ハーバート・ジョージ・ブルーマーといった面々が参加したが、彼らは皆、それぞれシカゴ大学の別の部局に所属していた。戦時下で連邦政府がコミュニケーションへの関心を高めていく状況の下、彼らは委員会を編成して、基本的には学術・教育の側面で貢献することが目指され、特に戦時情報局とは緊密なつながりをもっていた。コロンビア大学の応用社会調査室にとってメディア産業とのつながりが重要であったのと同じように、シカゴ大学の委員会は、コミュニケーション学と政府の関心や資金援助が結びついていることを思い起こさせるものである。後にシカゴ大学には、ハッチンス委員会(プレスの自由委員会)や、コミュニケーション委員会(1947年 - 1960年)の組織的本拠が置かれることになった。後者は学位を授与するプログラムとなり、その教授陣には、 エリユ・カッツ、バーナード・ベレルソン、エドワード・シルズ、デイヴィッド・リースマンらが名を連ね、その出身者にはハーバート・J・ガンズやマイケル・グレヴィッチ(Michael Gurevitch)らがいた。委員会は、ベレルソンとモリス・ジャノウィッツの『Public Opinion and Communication (世論とコミュニケーション)』(1950年)のような書籍や、学術誌『Studies in Public Communication』を発行した。
1947年、戦後のアメリカ合衆国におけるコミュニケーション学制度化の鍵を握る人物となったウィルバー・シュラムによって、イリノイ大学アーバナ・シャンペーン校にコミュニケーション調査研究所が創設された。シカゴ大学のいろいろな委員会と同じように、イリノイ大学のプログラムも「コミュニケーション」の名を冠し、大学院の学位を授与した。シュラムは、社会科学から影響を受けていたコロンビア大学やシカゴ大学の研究者たちとは異なり、英文学出身で、既存のスピーチ・コミュニケーション、修辞学、さらにはジャーナリズムのプログラムをコミュニケーションの傘下に統合しながらコミュニケーション学を発展させてきていた。シュラムは『マス コミュニケーション過程と効果 (The Process and Effects of Mass Communication)』(1954年)という教科書を編集し、その中で、ラザースフェルド、ラスウェル、カール・ホブランド、クルト・レヴィンらを、コミュニケーション学の創業の父たちと位置づけ、この分野の定義づけの助けとなった。シュラムはまた、コミュニケーション学のためのいくつかのマニフェストも作成しており、そのひとつが1963年の『The Science of Human Communication (人間コミュニケーションの科学)』であった。シュラムと研究所は、1955年にスタンフォード大学へ移った。シュラムの門下生からは、エヴェリット・ロジャースのように重要な成果を上げるようになった者も数多く出た。

### 1950年代 – 1960年代
1950年代以降、コミュニケーション学はいくつかの新しい、またそれまでとは非常に異なった方向に枝を伸ばした。各地の大学に新しいプログラムが開設され、新たな学術誌が創刊された。
ハロルド・イニスの『Empire and Communications (帝国とコミュニケーション)』(1950年)によって提起されて議論を呼んだ「メディア理論」の業績が重要性を増し、マーシャル・マクルーハンの『メディア論 (Understanding Media)』(1964年)で広く知られるようになった。この観点は、後年のジョシュア・メイロウィッツの業績(『場所感覚の喪失 (No Sense of Place)』1986年など)に受け継がれた。
1940年代に展開した二つの動きが、1950年代にコミュニケーション学のパラダイムをシフトさせ、それ以降はより定量的志向性が強まり、少なくとも定量的方向での議論を避けて通ることはできない状況になっていった。そのひとつはノーバート・ウィーナーが1948年の『Cybernetics: Or the Control and Communication in the Animal and the Machine(サイバネティックス、あるいは、動物と機械における制御とコミュニケーション)』で定式化したサイバネティックスであり、もうひとつはクロード・シャノンとウォーレン・ウィーバーが『コミュニケーションの数学的理論』(1949年)において、定量的な表現を通して再提起した情報理論であった。こうした業績は、広く社会の一般理論に組み込まれるべきもの、そのために提起されたものである。
フランクフルト学派と関連づけられる批判理論の伝統は、ヨーロッパにおけるのと同様に、多くの研究者に重要な影響を与えている。社会学分野で展開された業績ではあるが、ユルゲン・ハーバーマスや、合衆国に拠点を置いたレオ・ローウェンタール、ヘルベルト・マルクーゼ、ジークフリート・クラカウアーらは、より早い時期のアドルノやマックス・ホルクハイマーらと同じように、文化産業について経験的にも理論的にも焦点を当てる文化批判の伝統全体に、引き続き影響を与え続けた。
1953年、産業界からの増大する需要に応えて、レンセラー工科大学 (RPI)が、テクニカル・ライティングの修士号(Master of Science)を授与するようになった。1960年代には、口頭でのコミュニケーションや視聴覚機器を用いるコミュニケーションについてのトレーニングが課程に組み込まれたこともあり、学位名は「テクニカル・コミュニケーション」に変更された。これは、長くRPIの教授であり、執行部の一員でもあったジェイ・R・グールド(Jay R. Gould)の創案によるものであった。

### 1960年代 – 1970年代
1960年代には、グールドや同僚たちは、博士レベルでのテクニカル・コミュニケーション、ビジネス・コミュニケーションの研究課程への受容の高まりに直面した。その結果、レンセラー工科大学 (RPI)は1965年に、コミュニケーションと修辞学の博士号(Doctor of Philosophy)を取得できる課程を開設した。このRPIの博士課程は、合衆国や他の先進諸国における、テクニカルな側面に重点を置いたコミュニケーション関係の博士課程の原型となった。
1960年代から1970年代にかけては、ペンシルベニア大学のアンネンバーグ・スクール・オブ・コミュニケーションに所属したジョージ・ガーブナーが新たに提唱したカルティベーション理論が、展開を見せた。このアプローチは、従来のメディアについての研究で関心の中心にあった短期的な効果から重点を移して、代わりに、例えば長期間にわたってテレビを視聴し続けることが、視聴者の現実認識にどのような効果を及ぼすのかを跡づけようと試みるものであった。

### 1970年代 – 1980年代
1971年に、ニール・ポストマンが資金を提供して、ニューヨーク大学にメディア・エコロジーのプログラムが設立された。メディア・エコロジーの研究者たちは、 かつてのカナダのメディア理論の伝統が生んだ業績よりも、より広く、より文化的な様態で、メディア環境総体を研究しよう試み、幅広く多分野からの様々な要素を取り入れた。このような観点は、新たに、独立した学会として、メディア・エコロジー学会(the Media Ecology Association: MEA)を誕生させた。
1972年には、マックスウェル・マッコムズ(Maxwell McCombs)とドナルド・ショーが、新しい道を切り開くメディア効果についての論題設定理論を論文で提起した。これは、従来限定的であると考えられてきた短期的なメディア効果について、新たな概念化を行うものであった。このアプローチは、フレーミング、プライミング、ゲートキーピングといったアイデアが追加されて発達し、特に政治的コミュニケーションや、ニュース報道についての研究に、大きな影響力を持つようになっている。
1970年代には、後に「利用と満足」研究として知られるようになる一連の成果が、エリユ・カッツ、ジェイ・ブラムラーマイケル・グレヴィッチなどによって展開された。このアプローチでは、コミュニケーション過程を、送り手から受け手への単純な一方向の流れと捉えるのではなく、受け手たちがコミュニケーションから何を取り出しているのか、コミュニケーションとどう関係しているのか、なぜコミュニケーションに熱中するのか、といったことを、特にマス・メディアの事例について、綿密な検討が始められた。

### 1990年代 - 2000年代
1999年コロラド大学のロバート・クレイグは、広範囲に及ぶコミュニケーション理論を整理しその対話的関係性を示した構成的メタモデル(the constitutive metamodel)を提唱した。

## ドイツにおける歴史
ドイツにおけるコミュニケーション学には、哲学、テキスト解釈、歴史研究における豊富な解釈学的蓄積がある。しかし、第二次世界大戦後には、数多くの新しいパラダイムも登場している。
1966年に発表された、エリザベート・ノエル＝ノイマンの沈黙の螺旋についての先駆的研究は、世界中に広く影響を与え、合衆国などでも主流派パラダイムに匹敵する位置を占めるようになっている。
1970年代には、カール・ドイッチュが西ドイツを訪れ、サイバネティックスに示唆を得た彼の業績が、他の地域同様ドイツでも広く影響を与えた。
フランクフルト学派の業績は、コミュニケーションについてのドイツ人の業績の基礎となっている。ホルクハイマー、アドルノ、ハバマスだけでなく、オスカル・ネクトやアレクサンダー・クルーゲなども、この思想の流れの展開に重要な役割を果たしてきた。
重要な対抗パラダイムとして、ニクラス・ルーマンやその門下のディルク・ベッカーらが発展させた社会システム理論がある。
1980年代以降は、フリードリヒ・キットラーらが、イニスやマクルーハンらカナダのメディア理論を部分的に継承しつつ、ポスト構造主義も取り込んで、「新ドイツ・メディア理論」を展開している。

## コミュニケーション学を学べる日本の大学
国公立
- 東京大学　教養学部後期課程・教養学科・超域文化科学分科 （言語態・テクスト文化論コース、表象文化論コース）
- 東京外国語大学　言語文化学部・超域コース

私立大学
- 東京経済大学　コミュニケーション学部　コミュニケーション学科
- 国際基督教大学　メディア・コミュニケーション・文化メジャー
- 獨協大学　外国語学部英語学科 メディア・コミュニケーションコース
- 立教大学　異文化コミュニケーション学部
- 東京女子大学　現代教養学部　心理・コミュニケーション学科 コミュニケーション専攻
- 社会情報大学院大学　広報・情報研究科
- 明治大学　情報コミュニケーション学部　情報コミュニケーション学科
- 皇學館大学　文学部 コミュニケーション学科

## 関連学会
- National Communication Association (NCA) - コミュニケーション学の多くの分野をカバーする合衆国の代表的な学会
- International Communication Association (ICA)  - コミュニケーション学に関する代表的な国際学会
- Association for Education in Journalism and Mass Communication ({{{1}}})
- Association for Business Communication (ABC)
- International Association of Business Communicators (IABC)
- Society for Technical Communication (STC)
- Public Relations Society of America (PRSA)
- European Communication Research and Education Association (ECREA) - コミュニケーション学についてのヨーロッパを代表する学会
- European Association for the Teaching of Academic Writing (EATAW)  - ライティングについてのヨーロッパを代表する学会
- Association for Teachers of Technical Writing (ATTW)
- International Association for Media and Communications Research (IAMCR) - コミュニケーション学に関する大規模な国際学会
- IEEE Professional Communication Society
- The Society for Intercultural Education, Training, And Research (SIETAR JAPAN) - 異文化コミュニケーション学会（日本）
- Communication Association of Japan (CAJ) - 日本コミュニケーション学会（日本）